# Hunter Rouse
Hunter Rouse (né le 29 mars 1906 - mort le 16 octobre 1996) est un hydraulicien connu pour ses recherches sur les turbulences en mécanique des fluides.
Rouse était membre de 1929 à 1933 du corps professoral du Massachusetts Institute of Technology (MIT) à Cambridge. En 1933, il quitte le MIT pour l'Université de Columbia. De 1936 à 1939, il travaille à l'Institut de technologie de Californie (California Institute of Technology) à Pasadena. En 1939, il rejoint le personnel de l'Université de l'Iowa située à Iowa City, où il a été doyen du Collège d'ingénierie de 1966 à 1972. Son travail comprend des études de similitude hydraulique, d'efflux et de débordements, de diffusion de jet, de rugosité limite et de suspension de sédiments,. 
Parmi ses publications figurent Fluid Mechanics for Hydraulic Engineers (mécanique des fluides pour ingénieurs hydrauliques, 1938), la mécanique élémentaire des fluides (Elementary Mechanics of Fluids, 1946), Elementary Mechanics of Fluids (mécanique fondamentale des fluides, 1953) et History of Hydraulics (histoire de l'hydraulique, 1957).
Le fils aîné de Hunter, Richard Rouse, est l'un des plus grands spécialistes de l'histoire de l'Europe occidentale au Moyen Âge.

## Récompenses
Il obtient la médaille Theodore von Karman en 1963 en reconnaissance de ses travaux dans le domaine de la mécanique.